# Campeonato Nacional de Rodeo de 2010
El Campeonato Nacional de Rodeo de 2010 fue la 62° edición del Campeonato Nacional de Rodeo. Originalmente se iba a realizar los días 26, 27 y 28 de marzo de 2010 en la Medialuna Monumental de Rancagua, sin embargo, debido al fuerte terremoto que se sintió en la zona centro-sur de Chile, fue aplazado por dos semanas y se disputó entre el 8 y el 11 de abril.
La serie de campeones, que fue disputada el día domingo, fue disputada por 38 colleras y el cuarto animal lo corrieron las colleras más destacadas del campeonato. Cristóbal Cortina y Víctor Vergara, jinetes de la Asociación Cordillera, fueron los campeones montando a "Cumpa" y "Tío Pedro". La collera vicecampeona fue la de José Luis y Jorge Ortega, jinetes de la Asociación Los Andes y del Criadero "El Trapiche", con 34 puntos; mientras que el tercer lugar fue para Ricardo Bustamante y Eduardo Salas en "Rociado" y "Viajero" con 28 puntos y representando a las desbastadas provincias de Ñuble y Cauquenes.
Esta campeonato selló la temporada de rodeo 2009-2010. Las colleras que disputaron este campeonato se ganaron los boletos en los cuatro rodeos clasificatorios que se realizaron en Pemuco y Valdivia de la zona centro-sur y en Curicó y Los Andes, por la zona centro-norte.

## Resultados

### Serie de campeones
En la tarde del domingo 11 de abril de 2010 se dio inicio a la gran final del rodeo chileno. Antes del inicio del primer animal se realizó, como es tradicional, todo el protocolo. El ejemplar ganador del "sello de raza" fue "Fantástico", del Criadero Santa Isabel y montado por Eduardo Tamayo Órdenes. Una vez finalizadas todas las ceremonias, comenzó la final con 38 colleras, 33 de ellas clasificadas en las distintas series de clasificación, más los ganadores de los cuatro rodeos clasificatorios y la collera defensora del título del año anterior.
La collera de Cristóbal Cortina y Víctor Vergara alcanzaron 12 puntos y fueron los más destacados en el primer animal. Ricardo Bustamante y Eduardo Salas alcanzaron solo un punto menos que los punteros. Otras tres colleras alcanzaron 10 puntos y un total de 19 colleras pasaron al segundo animal.
A partir del segundo animal el campeonato fue televisado a todo Chile por Televisión Nacional de Chile y a todo el mundo a través de su señal internacional. Nuevamente el puntaje más alto fue para Cortina y Vergara con 9 puntos, sumando 21 puntos entre los dos animales, eran seguidos de tres colleras con quince puntos. 
Al tercer animal llegaron 13 colleras con al menos doce puntos buenos. Dos colleras alcanzaron doce puntos, que fue el mayor puntaje de este animal. Fueron Cortina y Vergara y los andinos José Luis Ortega y Jorge Ortega. Las mejores ocho colleras pasaron al cuarto animal, tenían de 19 puntos hacia arriba.
Cortina y García, con una atajada de tres cada uno, suman siete y terminan con 26. Ruiz y Arecco quedan fuera de carrera con 23 de los buenos, al igual que los Schwalm. El Criadero Vista Volcán solo terminó con 22 puntos buenos. Los Ortega, favoritos del público terminaron el campeonato con 34, el "Loco" realizó una de cuatro, igual que el "Tomate". Solo cuatro lograron Bustamante y Salas, para quedar con 28 y quedando para ese entonces como terceros campeones. Cortina y Vergara tenían que realizar solo una atajada grande, más el punto de salida para ser campeones. Con una carrera de siete puntos buenos, aseguraron el campeonato de Chile y terminaron la carrera con grandes abrazos entre los dos y muchas lágrimas, era el triunfo más importante en las carreras de estos jóvenes jinetes. Posteriormente, y solo por cumplir, corrieron Felipe Jiménez y Rufino Hernández que terminaron con 26. 
Los campeones recibieron los aplausos de una colmada medialuna, además de los premios que consistían en una camioneta Dodge para cada uno y el reconocimiento del todo el mundo corralero para los nuevos campeones de Chile.
| Cuarto Animal 2010 | Cuarto Animal 2010                 | Cuarto Animal 2010            | Cuarto Animal 2010 | Cuarto Animal 2010 |
| ------------------ | ---------------------------------- | ----------------------------- | ------------------ | ------------------ |
| Lugar              | Jinetes                            | Caballos                      | Asociación         | Puntaje            |
| 1.º                | Cristóbal Cortina y Víctor Vergara | "Cumpa" y "Tío Pedro"         | Cordillera         | 36                 |
| 2.º                | José Luis Ortega y Jorge Ortega    | "Ahijado" y "Floro"           | Los Andes          | 34                 |
| 3.º                | Ricardo Bustamante y Eduardo Sslas | "Rociado" y "Viajero"         | Ñuble y Cauquenes  | 28                 |
| 4.º                | Felipe Jiménez y Rufino Hernández  | "Mano Larga" y "Pellejuda"    | Bio-Bío            | 26                 |
| 4.º                | Roberto García y Cristóbal Cortina | "Tizona" y "Remacho"          | Cordillera         | 26                 |
| 6.º                | Javier Ruiz y Jorge Arecco         | "Que Diablo" y "Venado"       | Quillota           | 23                 |
| 6.º                | Carlos Schwalm y Gonzalo Schwalm   | "Porfiada" y "La Porfía"      | Osorno             | 23                 |
| 6.º                | Diego Ordóñez y Alfonso Navarro    | "Cacharpeado" y "Desquiciado" | Valdivia y Curicó  | 22                 |

### Serie Mixta
- 1° Lugar: Jorge Arecco y Javier Ruiz (Quillota) en "Viajerita" y "Relevante" con 30 puntos buenos.
- 2° Lugar: Jorge Arecco y Javier Ruiz (Quillota) en "Venado" y "Que Diablo" con 28.
- 3° Lugar: Criadero La Espuelita, Rolando Varela y Francisco Parada (Cordillera) en "Baila Conmigo" y "Perverso" con 28.

### Serie Criadores
- 1° Lugar: Criadero Peleco, Gustavo Valdebenito y Luis Fernando Corvalán (Malleco) en "Huingán" y "Quitralco" con 32 puntos buenos.
- 2° Lugar: Criadero Tanumé, José Omar Sánchez y Omar Sánchez (Colchagua) en "Trigal" y "Pehuén" con 29.
- 3° Lugar: Criadero Claro de Luna, Daniel Larraín y Nelson Vega (Colchagua) en "Bambalina" y "Bandera".

### Serie Caballos
- 1.º Lugar: Criadero Vista Volcán, Alfonso Navarro y Diego Ordóñez (Curicó y Valdivia) en "Desquiciado" y "Chacarpeado" con 33 puntos buenos.
- 2.º Lugar: Criadero Palmas de Peñaflor, Nicolás Cardemil y Luis Alberto Yáñez (Talca) en "Escogido" y "Escritor" con 31.
- 3.º Lugar: Criadero Palmas de Peñaflor, Alfredo Moreno y José Astaburuaga (Talca) en "Náufrago" y "Aguerrido" con 29.

### Serie Yeguas
- 1.º Lugar: Criadero El Remanso, Carlos Cancino y Leonardo Cruz (Bio-Bío) en "Farra" y "Pendencia" con 30 puntos buenos.
- 2.º Lugar: Juan Andrés Lamarca y Emiliano Ruiz (Cordillera) en "Villana" y "Campiña" con 27.
- 3.º Lugar: Jaime Poblete y Fernando Atavales (Melipilla) en "Ricachona" y "Bochinchera" con 24.

### Serie Potros
- 1.º Lugar: Criadero Santa Isabel, Eduardo Tamayo y Juan Carlos Loaiza (Valdivia) en "Fantástico" y "Filtrado" con 34 puntos buenos.
- 2.º Lugar: Luis Huenchul y Diego Pacheco (Colchagua) en "Renuncio" y "Aventurero" con 29.
- 3.º Lugar: Criadero Lo Miranda, Sergio Abarca y Cristián Ramírez (O'Higgins) en "Bolero" y "Candil", con 28.

### Primera Serie Libre A
- 1.º Lugar: Criadero Peleco, Gustavo Valdebenito y Luis Fernando Corvalán (Malleco) en "Molejón" y "Año Negro" con 30 puntos buenos.
- 2.º Lugar: Cristian Gallardo y Ricardo Álvarez (Llanquihue y Palena) en "Crisantemo" y "Allá Vengo" con 29.
- 3.º Lugar: Criadero Las Toscas, Gonzalo Schwalm y Carlos Schwalm (Osorno) en "La Porfía" y "Porfiada" con 25.
- 4.º Lugar: Criadero Santa Bárbara, Pedro González y Leonardo Espinoza (Valdivia) en "Memo" y "Chompiraz" con 23.
- 5.º Lugar: Iván González y Rafael Berríos (El Libertador) en "El Moro" y "Encachao" con 22+4.

### Primera Serie Libre B
- 1.º Lugar: José Miguel Almendras y Francisco Ramos (Bio-Bío) en "Roto Bueno" y "El Jerónimo" con 34 puntos buenos.
- 2.º Lugar: Criadero Santa Elba, Juan Pablo Cardemil y Alberto Herrera (Cautín) en "Pellín" y "Buen Viejo" con 33.
- 3.º Lugar: Criadero Lo Miranda, Sergio Abarca y Cristián Ramírez (O'Higgins) en Abejorro y con 28.
- 4.º Lugar: Hermann Sperberg y Pedro González (Valdivia) en "Vendedor" y "Don Floro" con 27+11.
- 5.º Lugar: Mariano Torres y Celín Riquelme (Linares) en "Magnate" y "Beleidoso" con 27+10.

### Segunda Serie Libre A
- 1.º Lugar: Criadero Alucarpa, Sergio Labbe y Rafael Melo (Valdivia) en "Chicotera" y "Batucada" con 32 puntos buenos.
- 2.º Lugar: Marcelo Moyano y Cristián Hermosilla (Colchagua) en "Embrujo II" y "Espejuelo" con 31.
- 3.º Lugar: Álvaro Fernández y Robinson Contreras (Arauco) en "Mano a Mano" y "Novedoso" con 26.
- 4.º Lugar: Roberto García y Cristóbal Cortina (Cordillera) en "Tizona" y "Remacho" con 26.

### Segunda Serie Libre B
- 1.º Lugar: Diego Pacheco y Luis Huenchul (Colchagua) en "Esperanza" y "Rastrojero" con 28+6 puntos buenos.
- 2.º Lugar: Guillermo Trivelli y Leonel Quintana (Santiago) en "Salerosa" y "Tormenta" con 28+3.
- 3.º Lugar: José Manuel Pozo y Alfredo Moreno (Talca) en "San Clemente" y "Renegado" con 26.
- 4.º Lugar: Criadero El Portón, Pedro Juan Espinoza y José Luis Ortega (Quillota y Los Andes) en "Hacendado" y "Estampido" con 25+11.

### Rodeo de exhibición femenino
- 1.º Lugar: Marjorie Hermosilla e Ignacia Rodríguez (Maipo y Litoral Central) en "Farrero" y "Embrujado" con 11 puntos buenos.
- 2.º Lugar: Constanza e Isabel Berríos (Federación Nacional de Rodeo y Clubes de Huasos de Chile) en "Parranda" y "Margarita" con 10.
- 3.º Lugar: Romané Soto y Gabriela Balmaceda (Colchagua) en "Frescor" y "Callejero" con 9.

### Movimiento de la rienda femenino
- Campeona: Yenny Troncoso en "Fachoso" con 46 puntos.

### Movimiento de la rienda masculino
- Campeón: Ricardo González en "Chao No Más" con 56.

## Clasificatorios
Las colleras que durante la temporada hicieron 15 o más puntos y ganaron a lo menos un rodeo, disputaron su cupo en los distintos rodeos clasificatorios para el Campeonato Nacional de Rodeo de 2010. Los clasificatorios de la zona centro-sur se disputaron en Pemuco y en Valdivia, mientras que los de la zona centro-norte se realizaron en Curicó y en Los Andes. Los campeones de cada rodeo clasificatorio (en negrita), clasificaron en forma automática para la Serie de Campeones de Rancagua.

### Clasificatorio de Pemuco
Se realizó entre el 19 y el 21 de febrero en Pemuco. El criadero más destacado fue el Agua de Los Campos y Maquena, alcanzando los dos primeros lugares.
- 1° Lugar: Felipe Jiménez y Rufino Hernández (Bio-Bío) en "Mano Larga" y "Pellejuda" con 32 puntos buenos.
- 2° Lugar: Rufino Hernández y Felipe Jiménez (Bio-Bío) en "Topeando" y "Estruendo" con 30 puntos.
- 3° Lugar: Daniel Riquelme y Héctor Salas (Talca) en "Fantástico" y "Qué Lindo" con 29+5.

### Clasificatorio de Curicó
Se realizó los días 26 y 27 de febrero. Este rodeo terminaba con la serie de campeones del día domingo, pero fue suspendido por el fuerte terremoto que se sintió en gran parte de Chile. Finalmente la Serie de Campeones se realizó el 28 de marzo en la Medialuna de Los Andes.
- 1° Lugar: Cristóbal Cortina y Víctor Vergara (Cordillera) en "Cumpa" y "Tío Pedro" con 35 puntos buenos.
- 2° Lugar: Sergio Abarca y Cristián Ramírez (O'Higgins) en "Bolero y "Candil" con 32.
- 3° Lugar: Cristián Hermosilla y Marcelo Moyano (Colchagua) en "Embrujo II" y "Espejuelo" con 25.

### Clasificatorio de Valdivia
Se realizó entre el 19 y el 21 de marzo en la ciudad de Valdivia. Este rodeo fue aplazado por el fuerte sismo que se sintió en gran parte del país y los campeones fueron Ricardo Bustamante y Eduardo Salas.
- 1° Lugar: Ricardo Bustamante y Eduardo Salas (Ñuble y Cauquenes) en "Rociado" y "Viajero" con 37 puntos.
- 2° Lugar: Carlos Cancino y Leonardo Cruz (Bio-Bío) en "Farra" y "Pendencia" con 30.
- 3° Lugar: Hermann Sperberg y Pedro González (Valdivia) en "Vendedor" y "Don Floro" con 29+10.

### Clasificatorio de Los Andes
El último rodeo clasifictorio se disputó en Los Andes, entre el 26 y el 28 de marzo de 2010. Los ganadores fueron los jinetes locales Jorge y José Luis Ortega, provocando el delirio del público asistente a la remozada medialuna del Parque Cordillera.
- 1° Lugar: José Luis Ortega y Jorge Ortega (Los Andes) en "Ahijado" y "Floro" con 33 puntos buenos.
- 2° Lugar: Cristian Hermosilla y Marcelo Moyano (Colchagua) en "Embuchao" y "Barrilón" con 32.
- 3° Lugar: Raúl Arraño y Cristian Arraño (Melipilla) en "Mariposa" y "Kayo" con 30.

## Cuadro de honor temporada 2009-2010

### Jinetes
- 1° Cristóbal Cortina Méndez (Asociación Cordillera, Club Puente Alto) 368 puntos.
- 2° José Luis Ortega Naranjo (Asociación Los Andes, Club San Esteban) 320.
- 3° Víctor Vergara Abarca (Asociación Cordillera, Club Puente Alto) 297.
- 4° Jorge Ortega Bravo (Asociación Los Andes, Club San Esteban) 236.
- 5° Eduardo Salas Munita (Asociación Cauquenes, Club Chanco) 219.
- 6° Ricardo Bustamante Mardones (Asociación Ñuble, Club Pemuco-Río Pal Pal) 145.
- 7° Diego Ordóñez Irribarra (Asociación Valdivia, Club Panquipulli) 125.
- 8° Rufino Hernández Inostroza (Asociación Bío Bío, Club San Lorenzo) 70.
- 9° Felipe Jiménez Mery (Asociación Bío Bío, Club San Lorenzo) 64.
- 10° Javier Ruiz Castro (Asociación Quillota, Club El Melón) 56.

### Caballos
- 1° Los Hualles Cumpa (Las Trancas Amigo Mío-Los Hualles Cumparcita), propiedad de Roberto García, 331 puntos.
- 2° Cerro Huacho Tío Pedro (Santa Isabel Estero-Cerro Huacho Peleca), propiedad de Roberto García, 326.
- 3° Vista Volcán Cacharpeado (Santa Elba Cachazo-Vista Volcán Ganchita), propiedad del Criadero Vista Volcán, 309.
- 4° La Amanecida Remacho (El Chequén Navegao-La Amanecida Rebuscada), propiedad de Roberto García, 210.
- 5° El Trapiche Floro (Principio Campo Bueno II-El Trapiche Farra), propiedad del Criadero El Trapiche, 176.
- 6° Peleco Quitralco (Peleco Quillacón-Peleco Mistela), propiedad de Rubén Valdebenito.
- 7° Principio San Clemente (La Amanecida Ramoneo-Principio Borra), propiedad de José Manuel Pozo, 91.
- 8° Palmas de Peñaflor Aguerrido (El Bramido Aromo-Santa Isabel Agua Turbia), propiedad de Alfredo Moreno Charme, 81.
- 9° San Daniel Vendedor (Santa Elba Consentido-El Trapiche Venenosa), propiedad de Agrícola Santa Bárbara, 64.
- 10° Muticura Espinudo (Muticura Ayayay-La Amanecida Espinita), propiedad de Felipe Lamarca, 52.

### Yeguas
- 1° Las Tocas Porfiada (Santa Isabel Estoque-Las Toscas Piropera), propiedad de Carlos Schwalm, 346 puntos.
- 2° Agua de los Campos Pellejuda (Codinhue Chamullo-Maquena Negrita), propiedad de Ítalo Zunino Muratori, 283.
- 3° Agua de los Campos Mano Larga (Maquena Linchaco-Tacamó Flojonaza), propiedad de Ítalo Zunino Muratori, 261.
- 4° Las Toscas La Porfía (Recreo de Arauco Regalón-Vacamalal Porfiada), propiedad de Carlos Schwalm, 230.
- 5° Mandil de Yerbas Buenas Tizona (Santa Teresa Trampero-Santa Rosa Cenicienta), propiedad de Roberto García, 160.
- 6° Alucarpa Batucada (Pincoy Tropero-Alucarpa Sacarina), propiedad de Adolfo Melo, 135.
- 7° El Remanso Pendenciera (Blanco y Negro Gustoso-El Remanso Parcelera II), propiedad de Hernán Cruz, 130.
- 8° El Remanso Farra (Huelequén Reparo-El Remanso Festiva), propiedad de Hernán Cruz, 109.
- 9° Huelequén Salerosa (Grosella Estoquillo-Huelequén Orgullosa), propiedad de Guillermo Trivelli, 80.
- 10° Claro de Luna Bandera (Buen Principio Plesbiscito-Santa Isabel Estimada), propiedad de José Elías Rishmawi, 62.

### Potros
- 1° El Trapiche Ahijado (El Trapiche Guindalero-El Trapiche Alitranca), propiedad de Arturo Correa, 370 puntos.
- 2° Atravesado Viajero (Cariño Encachado-Pasión Estrellera), propiedad de Claudio Bustamante, 203.
- 3° El Trigal de Pinto Rociado (Miravalle Campechano-El Trigal de Pinto Escampita), propiedad de Ricardo Bustamante, 220.
- 4° Santa Isabel Beleidoso (Aromo de Pichidegua-Santa Isabel Esperada), propiedad de Fernando Barros, 208.
- 5° Palmas de Peñaflor Que Diablo (Colín Que Más Da en Domingo-Palmas de Peñaflor Estacada), propiedad de Jorge Arecco, 199.
- 6° Santa Isabel Fantástico (Santa Isabel Escorpión-Piguchén Cachita), propiedad de Agustín Edwards, 135.
- 7° Santa Isabel Filtrado (Santa Isabel Escorpión-Las Choicas Inocencia) propiedad de Agustín Edwards, 104.
- 8° Santo Tomás Relevante (Las Vizcachas Reservado-Santo Tomás Consentida), propiedad de Jorge Arecco, 87.
- 9° El Remehue Roto Bueno (Manquicuel El Taita-La Verbena Farolera), propiedad de Ramón Ramos, 68.
- 10° Santa Rosa Crisantemo (La Carmelita Pícaro-Calafate Azucena), propiedad de Iván Gallardo, 54.